# Эндубис
Эндубис (ок. 270 — ок. 300) — царь Аксумского царства в Восточной Африке (современные Эфиопия и Эритрея). Он был одним из первых правителей на Африканском роге, чеканивших монеты. Эти монеты Аксумского царства выпускались в золотом и серебряном исполнении.
На найденных до сих пор монетах Эндубиса выгравирован один из двух девизов. На некоторых монетах он описывал себя как др.-греч. «ΑΞΩΜΙΤΩ ΒΑϹΙΛΕΥϹ» («император Аксума»). На других был девиз др.-греч. «ΒΙϹΙ ΔΑΧΥ» («биси даху»); это первое появление титула «биси», которое, по мнению С. Мунро-Хэя (S.C. Munro-Hay) связано с геэзским словом «be’esya» («человек из [рода]»).